# Richard Loqueville
Richard Loqueville fue un compositor y arpista francés fallecido en Cambrai en el 1418. Marcó el periodo de transición entre la música medieval y renacentista. Ejerció su actividad en la Catedral de Cambrai, donde se cree que fue el maestro de Guillaume Dufay. Fue autor de numerosas misas, motetes y otras composiciones.